# Запорозькі козаки

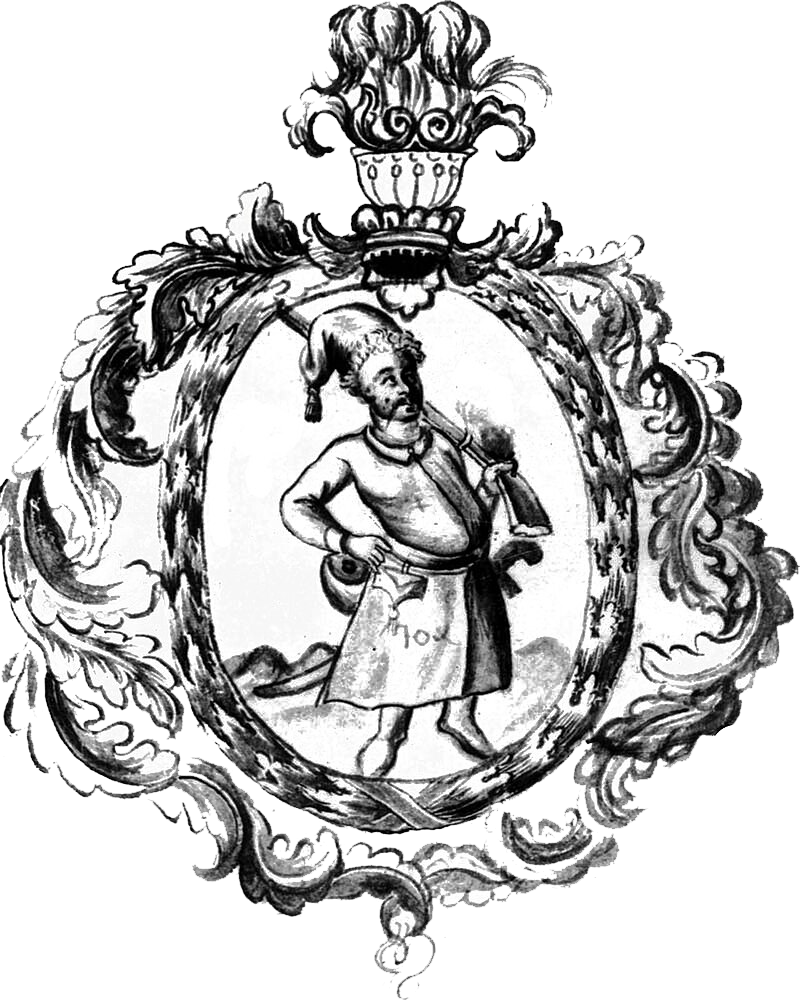
Герб Війська Запорозького з літопису Григорія Грабянки

Запорозькі козаки або запорізькі козаки — частина українських козаків; спочатку, дніпровські козаки, які створили в XV—XVI ст. (можливо й раніше) цілу низку стихійних військових організацій і укріплених поселень за дніпровими порогами, поза зоною адміністративної юрисдикції яких би то не було держав, які об'єдналися згодом у централізовану військову організацію Військо Запорозьке. Названі за найменуванням району свого проживання і розташування головного військового укріплення (і штаб-квартири), іменованого «січ».
Згодом, після повстання Богдана Хмельницького 1648 року і переходу під владу Війська Запорозького українських земель на теренах Речі Посполитої, що розташовувалися на території сучасної Північної та Центральної України (див. Гетьманщина), і утворення на цих землях декількох військових полків — військово-адміністративних областей, запорозькими стали іменувати себе всі козаки, що проживали на теренах Гетьманщини (офіційно іменується «Військо Запорозьке»), попри заперечення того, власне запорожцями, котрі вважали «гетьманців» за козаків городових.

## Історичні періоди
Історія запорозьких козаків поділяється на шість відрізків:
- Утворення та утвердження запорозького козацтва (1471—1583).
- Боротьба з Османською імперією за панування над Чорним морем (Морські походи запорозьких козаків) та проти Речі Посполитої за релігійно-національну незалежність південної Русі (1583—1657).
- Участь в боротьбі за релігійно-національну незалежність правобережної України проти Речі Посполитої, Кримського ханства й Османської імперії (1657—1686).
- Боротьба проти Кримського ханства, Османської імперії та Московського царства за збереження самобутності (1686—1709).
- Існування запорожців за межами Росії і спроби їх до повернення до рідних місць (1709—1734).
- Протистояння російській владі за самостійне існування і падіння Запоріжжя (1734—1775).

## Перші згадки і походження

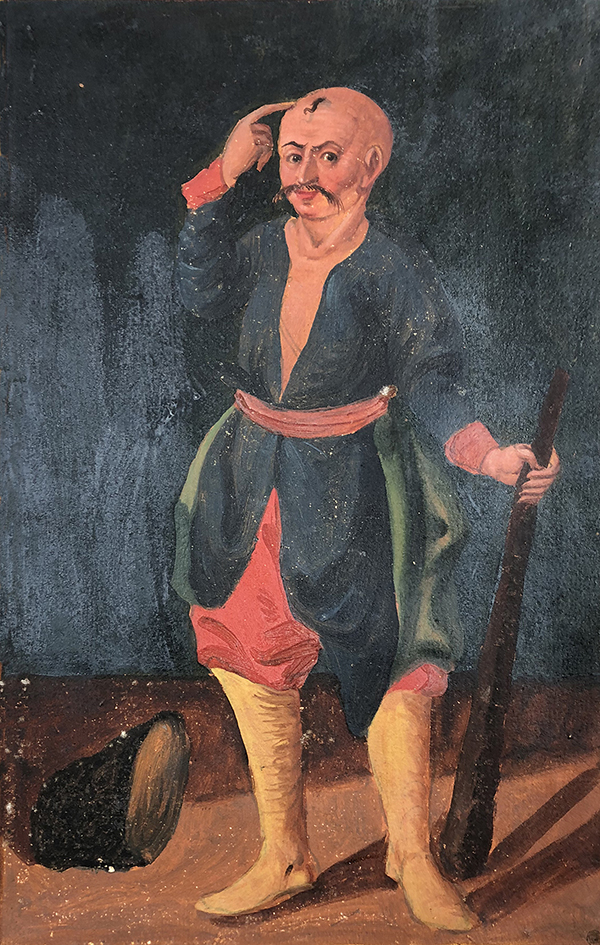
Запорозький козак. Малюнок Ф.-В. Бергхольца, 1744 рік

Степова місцевість нижче дніпровських порогів здавна зветься Запоріжжям. Саме тут, на межі лісу і дикого степу, на стику слов'янської осілої сталості і розгульного життя кочівників, зародилося й зміцніло запорозьке козацтво.
1397 року золотоординський хан Тохтамиш передав, на той час, ординські землі (Київщину, Поділля, Чернігівщину і частину Дикого поля) литовському князю Вітовту в обмін на захист від Тамерлана, решта земель довгий час вважалися нічиїми, призначеними лише для кочовища.
Давнє запозичене слово «козак» (з турецької або кримськотатарської мови) мало значення «вільна, незалежна людина; шукач пригод, бродяга».
Перші спогади про таких козаків позначаються 1489 роком. Під час походу польського короля Яна Ольбрахта на татар, дорогу його війську на Поділлі вказували козаки-християни. Того ж року загони отаманів Василя Жили, Богдана Голубця напали на Таманській переправі в пониззі Дніпра і, розігнавши татарську варту, пограбували купців. Перший відомий похід українських козаків на чайках відбувся 1492 року на фортецю Тягинь (колишній замок Тягин Вели́кого кня́зівства Лито́вського, Руського, Жемайтського та інших земель, яким згодом заволоділи татари), де вони захопили та потопили турецький корабель. Згодом скарги хана на козацькі напади, стають частішими.
На думку Литвина, враховуючи як звично це позначення вживається в документах того часу, можна вважати, що козаки були відомі не одне десятиліття, принаймні, з середини XV століття. Згідно з дослідженнями поліморфізму Y-хромосоми початку XXI ст. етногенетично належали до південного типу східних слов'ян, що спростовувало раніші припущення окремих істориків та етнографів, про їх можливе кавказьке чи азійське походження або значну частку цих типів у формуванні козацтва.

## Спроби організації запорозького козацтва
Вже на початку XVI століття запорозькі козаки становлять значну військову силу і це приносить певні занепокоєння сусідам. Однак, і сусіди вели себе «неспокійно». Постійною була загроза вторгнень з боку Великого князівства Московського, так і Великого князівства Литовського, а також з боку Кримського ханства (кримських татар); Чорне море і гирло Дніпра майже повністю контролювалися Османською імперією.
Врешті-решт, 1524 року, в часи правління великого князя литовського і короля польського Сигізмунда I, було висунуто проєкт створення організованого козацького війська, залученого на державну службу. Але через нестачу коштів, задум тоді не було впроваджено.

## Запорозька Січ
Запорозька Січ виникла у XVI столітті. Брак прямих свідчень залишає суперечливим питання точного часу, місця її виникнення. Грушевський появу Січі за дніпровськими порогами визначив 70—80-ми роками XVI століття, Голобуцький — 30—50-ми роками XVI століття, В. О. Щербак — 60—70-ми роками XVI століття.
Задум створення форпосту на південних рубежах Литовсько-Руської держави виник ще у 20—30-х роках XVI століття, але впровадити його вдалося лише князю Дмитру Вишневецькому, який у 1550-х роках здійснив експедицію до дніпровських порогів і на острові Мала Хортиця побудував фортецю. До складу гарнізону на Хортицькому острові входили як козаки, так і бояри, драби, слуги. Проживання козаків Вишневецького єдиною громадою у непростих умовах південного порубіжжя, сприяло зародженню військово-політичної організації запорозького товариства, її моделі. Побудований Вишневецьким замок став прообразом козацького укріплення, яке, утвердившись на острові Томаківка у 60—70-х роках XVI століття, дістало назву Запорозької Січі.
Сама Запорозька Січ — це місто-фортеця. На теренах фортеці, зазвичай розміщувались площа, церква, курені, комори, адміністративні споруди. Стіни фортець запорозьких козаків були з насипів земляних валів і дерев'яних укріплень. На підконтрольних Січі землях існували козацькі господарства — зимівники. У XVIII столітті на Запоріжжі була впроваджена адміністративно-територіальна система керування — «паланковий устрій».
За етнічним походженням, запорозькі козаки у своїй більшості були вихідцями з Русі; також у лави запорожців вливалися татари, поляки, вихідці з інших народів.

### Політичний устрій
Політичний стан Запорозької Січі Яворницький порівняв з вічевою демократією слов'ян. Правова система Запорозької Січі була заснована на звичаєвому праві, яке ґрунтувалося на усних усталених звичаях та нормах.
Вищим органом влади у Січі була рада, право на участь в якій мали всі козаки. Козацькі ради зазвичай, збиралися щороку 1 січня для переобрання кошового отамана і старшини. Виконавча влада належала кошовому отаману і центральному органу керування Січі — Кошу.

### Господарство
Основною галуззю господарства Запорозької Січі було промислове уходництво як-то полювання, рибальство, скотарство, бортництво, бджільництво, солевидобуток. Козаки мали торгові відносини з татарами та іншими сусідами, вели внутрішню торгівлю. Значний прибуток Січ мала з військових походів. Мало місце використання рабів.
У другій половині XVI—XVII століть запорозькі козаки здійснили десятки походів, у тому числі морських, до Очакова, Кілії, Ізмаїлу, Аккермана, інших твердинь Османської імперії на Північному Причорномор'ї, досягли берегів Малої Азії (Туреччини), зокрема, фортець Сінопа і Трапезунда, Стамбула. Наприкінці XVI — на початку XVII століть, запорозькі козаки були втягнуті у війни, що вела Річ Посполита у Лівонії, Московському царстві. Запорожці брали активну участь у козацько-селянських повстаннях в Речі Посполитій — так, саме на Січі 1648 року, почалося повстання Богдана Хмельницького.
З 1649 року Запорозька Січ була складовою Гетьманату. У часи Руїни гетьмани втратили вплив на Запорозьку Січ, а сама Січ навіть виставляла власних кандидатів на гетьманство. 1709 року запорожці підтримали виступ гетьмана Івана Мазепи проти царя. 1711 року Січ опинилася під кримською протекцією, а в 1734 увійшла до складу Російської імперії. Закінчилася історія Запорозької Січі у 1775 році — коли фортеця запорожців була зруйнована царським військом.

## Військо Запорозьке
У вересні 1578 король Стефан Баторій видав указ під назвою «Угода з Низовцями». Кількість реєстровців збільшилася до 500 чоловік, а 1583-го — до 600. Реєстрові козаки отримали у володіння містечко Трахтемирів в Київському воєводстві, де розміщувалися військова скарбниця (казна), архіви, арсенал, госпіталь, притулок для безсімейних інвалідів. Король передав козакам клейноди (корогва, бунчук,булаву і військову печатку).